# Carlos Quiñones López
Carlos Quiñones López (Lautaro, 24 de agosto de 1927-Viña del Mar, 11 de agosto de 2019) fue un marino e ingeniero naval chileno con rango de contraalmirante de la Armada de Chile, que se desempeñó como ministro de Minería de su país, durante la dictadura militar del general Augusto Pinochet entre 1978 y 1980.

## Familia
Nació en Lautaro (Chile) el 24 de agosto de 1927, siendo el cuarto de los diez hijos del matrimonio conformado por Luis Enrique Quiñones y María Mercedes López.
Se casó el 23 de enero de 1954 con Anita Morin Cevallos, con quien tuvo tres hijos: Patricia Cecilia, Carlos Alfonso y Gonzalo Alberto.

## Carrera naval

### Inicios
Ingresó a la Escuela Naval Arturo Prat en enero de 1943, egresando con el grado de guardiamarina en diciembre de 1947, como la tercera antigüedad de su promoción.
Ostentando ese rango, en febrero de 1948 se desempeñó a bordo del crucero "Chacabuco", del transporte "Presidente Pinto", de la barcaza “Grumete Díaz” y del petrolero "Maipo". En el transporte "Presidente Pinto", formó parte de la comitiva naval que acompañó al presidente de la República Gabriel González Videla en su visita a la Antártica.
Tras finalizar su estadía de embarco fue ascendido a subteniente en 1949. Ese mismo año, escogió la especialidad de ingeniería naval efectuando el curso de aplicación de ingeniería en la Escuela de Máquinas y Electricidad, donde obtuvo el primer lugar.

### Misiones y destinaciones
En 1950 fue destinado a trasbordo del acorazado "Almirante Latorre", del transporte "Presidente Errazuriz" y del petrolero "Maipo". En 1951, ejerció labores como ayudante de ingeniería en el destructor "Serrano" y al año siguiente, fue ascendido al grado de teniente segundo, siendo destinado al Arsenal Naval de Talcahuano como ayudante del ingeniero constructor naval. Por otra parte, en 1953 realizó el curso de especialidad en ingeniería naval en la Escuela de Máquinas y Electricidad, consiguiendo nuevamente el primer lugar de su promoción.
En dicha escuela fue ascendido a teniente primero, permaneciendo como oficial instructor de la misma hasta mayo de 1956. A continuación, fue destinado a la misión naval de Chile en Washington D. C. (Estados Unidos), para cursar un Master of Science and Engineer en el Instituto de Tecnología de Massachusetts (MIT). También, se tituló como oficial de diques en el Boston Naval Shipyard. A fines de 1959 fue ascendido al grado de capitán de corbeta, retornando a Valparaíso.
Desde 1960 hasta 1967 ocupó funciones en la planta de Talcahuano de los Astilleros y Maestranzas de la Armada (Asmar), desempeñándose sucesivamente en las jefaturas de la sección casco y estructuras; división ventas; departamento de ingeniería y división de construcción naval. En esa instancia, en 1964 lideró la construcción de los patrulleros WPC "Cabo Odger" y WPC "Marinero Fuentealba", en 1965 (con el ascenso a capitán de fragata) el buque médico dental BMD "Cirujano Videla" y en 1967 la barcaza LSM "Elicura".
Paralelamente, fue comisionado a España para asesorar en la construcción de las lanchas torpederas clase Jaguar, PTF "Guacolda", PTF "Tegualda", PTF "Fresia" y PTF "Quidora". Asimismo, se le comisionó en Reino Unido para participar en la inspección de naves propuestas en reemplazo del transporte "Angamos", y finalmente a Dinamarca, para estudiar alteraciones al petrolero "Araucano" y para asesorar e inspeccionar los trabajos en dique previo a la recepción del transporte "Aquiles".
En agosto de 1965 fue encomendado por la comandancia en jefe de la 2.ª Zona Naval, estudiar de las posibilidades de reflotar al patrullero PP "Leucotón", varado en la bahía San Pedro producto de un fuerte temporal.
Posteriormente, desde 1969 hasta 1972 fue miembro de la comisión de inspección de la construcción de las fragatas clase Leander PFG "Condell" y PFG "Lynch", así como de los submarinos clase Oberon SS "Hyatt" y SS "OBrien", en Escocia. Luego de su regreso al país, fue nombrado como jefe de Planificación de la Dirección General de los Servicios de la Armada. De manera simultánea realizó el curso de información para oficiales ingenieros y abastecimiento en la Academia de Guerra Naval, egresando con el primer lugar de su promoción.

### Golpe de Estado y dictadura militar
En 1973 fue ascendido al grado de capitán de navío. Al momento del golpe de Estado del 11 de septiembre de ese año se encontraba en Valparaíso, siéndole encargado el control del abastecimiento de agua potable en la provincia homónima. Más tarde, fue designado por el intendente provincial como secretario regional ministerial (Seremi) de Obras Públicas.
En enero de 1974 fue designado como jefe del Departamento de Operaciones de la Dirección General de los Servicios de la Armada. Ese mismo año participó en el reflotamiento de la barcaza "Comandante Toro", accidentada en la comuna de Quintero. Más adelante, fue enviado en comisión a Estados Unidos para inspeccionar los destructores clase Allen M. Sumner DD "Ministro Zenteno" y DD "Ministro Portales".
En 1975 fue encargado como administrador de la planta de Asmar en la provincia de Magallanes. En el ejercicio de esa función, se realizó el reflotamiento de la MN "Antártico", la cual se encontraba varada en el estrecho de Magallanes. Además, se efectuaron reparaciones de flote al petrolero "Stuyvesant" (de 300.000 toneladas), a la plataforma semi-sumergible "Diamond M" y se dio inicio a la construcción de plataformas de producción para operaciones de extracción de hidrocarburos en el mencionado estrecho.
En el mismo período, de forma simultánea fue nombrado por la dictadura militar como secretario regional ministerial de Minería en la región de Magallanes y la Antártica Chilena. En esa responsabilidad, fue partícipe de la planificación y desarrollo del proyecto emprendido por la Empresa Nacional del Petróleo (ENAP) "'Costa Afuera", el cual consistió en la producción de petróleo y gas marítimo desde el estrecho de Magallanes. También, participó en la creación del himno institucional de Asmar en esa región. En enero de 1978 fue nombrado como subdirector de Asmar en Valparaíso.

### Ministro de Estado
El 26 de diciembre de ese año, el general Augusto Pinochet lo designó como titular del Ministerio de Minería. Por consiguiente, el 2 de enero de 1979 se le confirió el grado de contraalmirante.
Como ministro de Estado, le correspondió firmar la Constitución Política de la República de 1980 y presidir los directorios de las estatales Corporación Nacional del Cobre (Codelco), Empresa Nacional de Minería (Enami) y Empresa Nacional del Petróleo (ENAP). Durante su gestión se promovió la perforación de pozos de prospección petrolera en la plataforma del mar del país, descubriéndose la existencia de yacimiento de gas natural.El 14 de noviembre de 1979, mediante un decreto ministerial se declaró al litio como un bien de interés nacional, sentando las bases para la minería del litio en Chile.
El 29 de noviembre de 1980, fue creado el Servicio Nacional de Geología y Minería (Sernageomin), con el objetivo de potenciar y dirigir de manera sustentable el desarrollo de la minería en Chile. Dejó el gabinete ministerial 29 de diciembre de ese año y en enero de 1981 con treinta y siete años de carrera naval, se acogió a retiro de la Armada.

### Historial militar
Su historial de ascensos en la Armada de Chile fue el siguiente:
- 1943: Cadete de la Escuela Naval Arturo Prat
- 1947: Guardiamarina
- 1949: Subteniente
- 1952: Teniente segundo
- 1956: Teniente primero
- 1959: Capitán de corbeta
- 1965: Capitán de fragata
- 1973: Capitán de navío
- 197?: Comodoro
- 1979: Contraalmirante

## Actividades posteriores
Tras dejar la rama castrense, entre 1981 y 1983 fue designado como delegado del Gobierno de Chile ante la Conferencia del Mar de la Organización de las Naciones Unidas (OMS) y de la Comisión Chilena del Cobre (Cochilco).
Entre febrero y marzo de 1983 participó a bordo del buque de investigación alemán "Sonne", en una expedición de investigación marina que buscaba recursos minerales en la dorsal del Pacífico sur, desde Ecuador hasta Isla de Pascua. En octubre y noviembre de 1985 a bordo del mismo buque, participó en una expedición de prospección de sulfuros polimetálicos en la dorsal de Chile, desde Isla de Pascua hasta un punto ubicado al oeste de la comuna de Valdivia.
De forma paralela desde 1983 hasta 1995, en condición de ingeniero colegiado del Consejo de Instituciones de Ingeniería del Reino Unido, se desempeñó como consultor de la firma de liquidadores de seguros Toplis & Harding, incumbiéndole asesoría en investigación y evaluación de siniestros de Codelco ENAP, Soquimich, entre otras empresas públicas, privadas e industriales.
Por otro lado, desde 1985 hasta 1988, integró el consejo consultivo de la Universidad Santa María, el Centro de Estudios Estratégicos de la Armada y el grupo de Geología Marina del Comité Oceanográfico Nacional.
Desde 1985 hasta 2002, fue asesor de la Dirección de Vialidad del Ministerio de Obras Públicas (MOP), en la preparación de especificaciones, bases de licitación, adjudicación de propuestas e inspección de la construcción de las siguientes naves: barcaza "Mailen" (1985), nave Roll on-Roll off "Tehuelche" (1986), barcaza "Integración" (1992), barcaza "Dr. Hans Steffen" (1997), barcaza "Ten-Ten" (1998) y barcaza "Hua-Hum" (2002).
Manteniéndose cercano al sector minero, entre 1991 y 1995 participó en los congresos anuales del «Underwater Mining Institute» realizados en Honolulu, Hawái. Dictó conferencias sobre océano-minería en el Museo Nacional de Historia Natural de Chile, en la Universidad de La Serena y en convenciones gremiales.
Durante su residencia en Estados Unidos, fue miembro de la Sociedad Científica SIGMA Xi, de la Sociedad Honorífica de Ingeniería TAU BETA PI y de la Sociedad de Arquitectos e Ingenieros Navales (SNAME). Asimismo, en su pasaje por el Reino Unido se afilió al Instituto Real de Arquitectos Navales (RINA). En su país, fue miembro del Colegio de Ingenieros de Chile y del Cuerpo de Almirantes y Generales de Valparaíso. Además, fue socio honorario del Club Naval de Valparaíso, del Club Naval de Campo de Viña del Mar y del Centro de Ex Cadetes y Oficiales de la Armada "Caleuche".
Falleció en el Hospital Naval "Almirante Nef" de Viña del Mar el 11 de agosto de 2019, a los 91 años.

## Condecoraciones y distinciones

### Condecoraciones
- Medalla Militar de la Armada de 3ª clase, por 10 años de servicio en la Armada (1953)[1]
- Medalla Estrella al "Mérito Militar" por 20 años de servicio en la Armada (1963).[1]
- Condecoración "Gran Estrella al Mérito Militar" por 30 años de servicio en la Armada (1973).[1]
- Gran Oficial de la Condecoración Presidente de la República (1973).[1]
- Medalla "Minerva con Estrella" (1973).[1]
- Condecoración de las FF.AA. de Chile "Servicios Distinguidos 11 de Septiembre" (1973).[1]
- Condecoración "Bicentenario Natalicio del Libertador General Bernardo O'Higgins" (1978).[1]

### Distinciones
- Distinción «Magallánico por Adopción» de la Municipalidad de Punta Arenas (1979).[1]
- «Hijo Ilustre» de Lautaro (1982).[1]
- Distinción "Ingeniero Meritorio" del Colegio de Ingenieros de Chile (1986).[1]
- Distinción "Ingeniero Naval Emérito", con motivo de cumplir 50 años desde su egreso de la Escuela de Ingeniería Naval (2003).[1]
- Miembro Vitalicio del Colegio de Ingenieros de Chile (2003).[1]
- Distinción "Ingeniero Meritorio" del Consejo Zonal de Valparaíso del Colegio de Ingenieros de Chile (2015).[1]

## Obra escrita
- Autobiografía de un ingeniero y arquitecto naval (2008).[1]